# マッダレーナ・ロンバルディーニ＝ジルメン
マッダレーナ・ラウラ・ロンバルディーニ＝ジルメン（Maddalena Laura Lombardini-Sirmen, 1735年ごろ - 1785年ごろ）はイタリアの女性作曲家・ヴァイオリニスト。後半生を声楽家として活動するも不首尾に終わった。
ヴェネツィアにおいて零落貴族の家庭に生まれるが、両親に先立たれたため7歳でヴェネツィア女子孤児院に引き取られ、音楽教育を受け始める。14年間の学習期間に、孤児院を離れる許可を得て、ヴィルトゥオーゾのヴァイオリニストで作曲家のジュゼッペ・タルティーニに師事し、演奏技巧や情感に磨きをかけようと望んだ。21歳になると、ヴェネツィア女子孤児院の師範資格を得るとともに、ヴェネツィア以外で音楽家として立つ許しを得る。
まもなく1767年に著名なヴァイオリニストのルドヴィコ・ジルメンと結婚し、夫妻で演奏旅行に取り掛かる。夫婦関係に関する資料はほとんど残されてはいないものの、ルドヴィコはマッダレーナに音楽活動を励ましていたらしく、妻の作品に敬意を払い、成功した独奏者としての活動を喜んでいた。やがて、ヴェネツィア女子孤児院で教育を受けた作曲家およびヴァイオリニストの中では、最も優れた、最も有名な女性のひとりとして名声を打ち立てる。彼女が成人した演奏家として受けた初期の批評のうち、クィリーノ・ガスパリーニの文章によると、「彼女は自分の演奏によってトリノの人々の気持ちを掴んでしまった。（中略）私は先週の土曜日、タルティーニに朗報を書き送った。これで老巨匠はいっそう幸せな気持ちになるだろう。彼女が恩師のヴァイオリン曲を完璧に弾き切ったので、彼女が自分の継承者であるということは明らかになったのだから」(Pendle, 114)。

## 主要作品一覧
- 6つの弦楽三重奏曲 Six Trios a deux violins et violoncello oblige
- 6つの弦楽四重奏曲 Six Quartettes a deux violins, alto, et basse
- 6つのヴァイオリンのためのソナタ Six Sonatas a deux violins
- 6つのヴァイオリンのための二重奏曲 6 Duets for 2 violins, dedicated to the Duke of Gloucester
- オーボエ、2つのホルン、弦楽合奏とヴァイオリン独奏のための6つの協奏曲 6 Concertos for violin with accompaniment for oboe, 2 horns & strings
- チェンバロ協奏曲（ジョルダーニによる編曲版） Six Concertos adapted for the Harpsichord by Signor Giordani

## 参考資料
- Bibliography Blom, Eric. “Grove’s Dictionary of Music and Musicians”. New York: St. Martin’s Press, 1954.
- Bowers, Jane. “Women Making Music”. Indiana: University of Illinois Press, 1986.
- Pendle, Karin. “Women & Music: A History.” Indiana: Indiana University Press, 1991.